# Бостон Селтикс
«Бо́стон Се́лтикс» (англ. Boston Celtics, «Бостонские кельты») — американский профессиональный баскетбольный клуб, располагающийся в Бостоне, штат Массачусетс. Выступает в Атлантическом дивизионе Восточной конференции Национальной баскетбольной ассоциации. Клуб был основан в 1946 году и за время своего существования 18 раз выигрывал титул чемпиона НБА. После победы в финале НБА в сезоне 2023/24 над «Даллас Маверикс» официально стали самой титулованной командой в истории НБА.
Впервые баскетболисты «Селтикс» стали чемпионами в 1957 году. С 1959 по 1966 год «Бостон» восемь раз подряд выигрывал в чемпионате, что является рекордной победной серией для североамериканского профессионального спорта. В этот период клуб 5 раз встречался с командой «Лос-Анджелес Лейкерс» в финале, что повлияло на зарождение самого известного противостояния в НБА.
Игроки «Бостона» завоёвывали титул в 1974 и 1976 годах, лидерами команды в то время были: Дейв Коуэнс, Джон Хавличек и Джо Джо Уайт. Начиная с сезона 1981/82 годов, за «Селтикс» играли: Ларри Бёрд, Роберт Пэриш и Кевин Макхейл — эти баскетболисты ныне известны как «Большая тройка». За время её существования, с 1980 по 1992 год, «Бостон» три раза побеждал в чемпионате.
В 1987—2007 годах «Селтикс» ни разу не проходили дальше полуфинала конференции, часто вообще не попадали в плей-офф (кроме сезона 2001/2002, когда «Селтикс» дошли до финала конференции, где проиграли «Нью-Джерси Нетс»). В этот период трагически погибли действующий баскетболист команды Реджи Льюис и молодой игрок, выбранный «Селтикс» на драфте 1986 года, — Лен Байас. По ходу сезона 2006/07 годов из жизни ушёл многолетний тренер и генеральный менеджер команды — Рэд Ауэрбах.
Перед началом сезона 2007/08 годов команду пополнили многократные участники Матча всех звёзд: Кевин Гарнетт и Рэй Аллен. Вместе с Полом Пирсом и под руководством тренера Дока Риверса эти игроки стали чемпионами НБА в 2008 году.
Четыре баскетболиста «Селтикс» получали награду самому ценному игроку НБА: Боб Коузи, Билл Расселл, Дейв Коуэнс и Ларри Бёрд. Джон Хавличек является самым результативным игроком команды за её историю, в играх за «Бостон» он набрал 26 395 очков.

## История команды

### 1946—1956: Ранние годы с Бобом Коузи
Баскетбольный клуб «Бостон Селтикс» был основан в 1946 году, первым владельцем команды был Уолтер А. Браун. В дебютных сезонах «Бостон» выступал в Баскетбольной ассоциации Америки, в 1949 году клуб вошёл в состав Национальной баскетбольной ассоциации в результате слияния БАА и НБЛ. В 1950 году «Селтикс» стали первой командой, которая задрафтовала афроамериканского игрока, им был Чак Купер. В первые годы своего существования «Бостон» не занимал высоких мест в своём дивизионе, так продолжалось до момента прихода в команду Рэда Ауэрбаха, ставшего главным тренером команды. Ауэрбах выполнял практически всю работу в клубе. Он просматривал баскетболистов (как игроков из NCAA, так и из НБА), лично проводил все тренировки, составлял графики выездных матчей.
Разыгрывающий защитник Боб Коузи был первым звёздным игроком в составе «Селтикс». Изначально права на него принадлежали команде «Чикаго Стэгс», но она обанкротилась и прекратила своё существование. Игроки, оставшиеся без клуба, были включены в специальный драфт, на котором был выбран Боб Коузи. Никто из команд-участниц драфта не хотел выбирать его, Боб достался «Бостону» путём жребия. После окончания сезона 1955/56 годов Ауэрбах осуществил один из самых важных обменов в истории «Селтикс». Он отправил Эда Маколи и Клиффа Хэгана в «Сент-Луис Хокс» за выбор под вторым номером на драфте 1956 года. Таким образом, права на Билла Расселла — центрового из Университета Сан-Франциско — достались «Бостону». В том же году Ауэрбахом был задрафтован Том Хейнсон — будущий обладатель награды новичку года в НБА. Расселл и Хейнсон хорошо взаимодействовали с Бобом Коузи, вокруг этих игроков Ауэрбах выстроил чемпионскую команду на следующее десятилетие.

### 1957—1969: Эра Билла Расселла

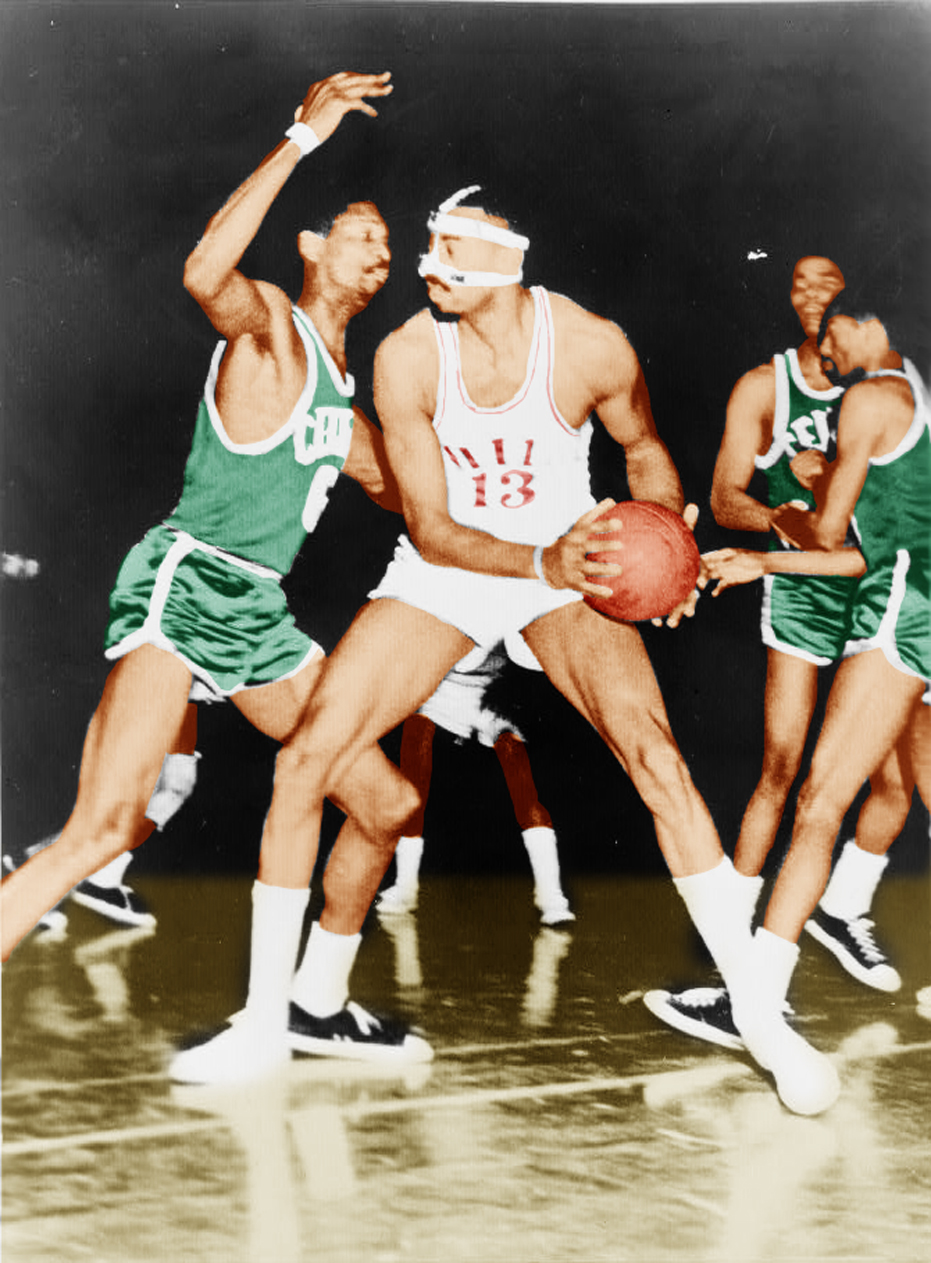
Билл Расселл (слева) защищается против Уилта Чемберлена

Свой первый титул «Селтикс» выиграли в 1957 году, одолев «Сент-Луис Хокс» в финальной серии из семи матчей. В плей-офф 1958 года баскетболисты «Бостона» вновь встретились с «Хокс» в финале, на этот раз «Селтикс» уступили «Сент-Луису» в шестиматчевой серии. Команда выиграла чемпионский титул 1960 года, обыграв «Миннеаполис Лейкерс» в финале. «Бостон» вступил в сезон 1960/61 годов практически с тем же составом, что одержал победу в играх на вылет в прошлом году. Билл Расселл получил свою вторую награду самому ценному игроку НБА, а команда завершила регулярный сезон с 57 победами при 22 поражениях. В плей-офф «Селтикс» дошли до финала, где уверенно обыграли «Сент-Луис Хокс». В сезоне 1961/62 годов «Бостон» продолжил доминировать в лиге, Рассел получил свою третью награду самому ценному игроку НБА. В финале конференции команда столкнулась с яростным сопротивлением «Филадельфии Уорриорз», за которую выступал Уилт Чемберлен. Серия продолжалась все отведённые 7 матчей, в решающей игре, благодаря точному броску Сэма Джонса, «Селтикс» сумели пройти в финал НБА. В главной серии плей-офф «Бостон» одолел «Лос-Анджелес Лейкерс», судьба титула решилась в напряжённом седьмом матче.
В 1962 году состав команды пополнил Джон Хавличек, Ауэрбах использовал его в качестве игрока, выходящего со скамейки запасных. Хавличек является самым результативным баскетболистом за всю историю «Селтикс», за свою карьеру он набрал 26 395 очков. Перед сезоном 1962/63 годов Боб Коузи заявил, что завершит карьеру после окончания чемпионата. «Бостон» вновь оказался лучшим коллективом по итогам сезона, сумев победить 59 раз. Биллу Расселлу третий раз подряд вручили награду самому ценному игроку НБА. В финале «Селтикс» вновь встречались с командой из Лос-Анджелеса, на этот раз одержав победу в серии из пяти матчей. Несмотря на уход Боба Коузи, «Селтикс» сумели выиграть наибольшее число игр в сезоне 1963/64 годов — 59 — и восьмой раз подряд вышли в финал. «Сан-Франциско Уорриорз» не смогли что-то противопоставить уверенной игре «Бостона» и проиграли в серии из пяти игр. Перед началом сезона 1964/65 годов из жизни ушёл основатель и президент команды Уолтер А. Браун. Посвятив этот чемпионат памяти Брауна, «Селтикс» одержали 11 побед подряд в стартовых играх. В 1964 году на матч в составе «Бостона» вышла стартовая пятёрка, целиком составленная из афроамериканских игроков, такое случилось впервые в истории НБА. Расселл выиграл свой пятый подряд титул самого ценного игрока НБА. «Селтикс» продолжили успешный сезон победой в плей-офф, выиграв восьмой титул за девять лет. Звёздный состав «Бостона» становился всё более возрастным. Том Хейнсон завершил свою карьеру перед сезоном 1965/66 годов, а трём игрокам стартовой пятёрки было более 30 лет. Впервые за 10 лет «Селтикс» не смогли выиграть регулярный сезон, и им пришлось начинать свой путь к титулу с первого раунда плей-офф. «Бостон» одержал победу над «Цинциннати Роялз», а затем сумел, неожиданно легко, одолеть «Филадельфию Севенти Сиксерс». В финале «Бостон» встречался с «Лос-Анджелес Лейкерс» и победил в семиматчевой серии.
По окончании сезона Рэд Ауэрбах ушёл в отставку с поста главного тренера команды, но остался на посту президента «Селтикс». Играющим тренером команды был назначен Билл Расселл, он стал первым тренером-афроамериканцем в истории американского профессионального спорта. Билл успешно начал свою тренерскую карьеру — «Селтикс» победили в 60 матчах регулярного сезона, но в плей-офф команда уступила набирающим ход «Севенти Сиксерс» с Уилтом Чемберленом во главе. Серия из 8 чемпионских титулов подряд, выигранных «Селтикс» в период с 1959 по 1966 год, является самой длинной серией побед в чемпионате за всю историю американского профессионального спорта. «Селтикс» вернули себе звание чемпионов в сезоне 1967/68 годов, а затем вновь победили в сезоне 1968/69. После чего Билл Расселл завершил свою карьеру, за 13 проведённых сезонов он 11 раз становился чемпионом НБА. «Бостон Селтикс» периода 1950—1960-х годов считается одной из лучших команд за всю историю лиги.

### 1970—1978: Перестройка
Расселл завершил карьеру, и «Бостон» впервые за 20 лет закончил сезон с отрицательным соотношением побед и поражений. Но после прихода в команду Дейва Коуэнса и Пола Сайласа «Селтикс» вновь стали грозной силой. Баскетболисты «Бостона» провели удачный сезон 1972/73 годов, закончив его с показателями 68 побед при 14 поражениях. В финале конференции «Селтикс» проиграли команде «Нью-Йорк Никс» в упорной семиматчевой серии.
В плей-офф следующего сезона баскетболисты «Селтикс» вышли в финал, где им противостоял клуб «Милуоки Бакс» с Каримом Абдул-Джаббаром во главе. «Бостон» выиграл пятую игру, и счёт в серии стал 3-2 в его пользу. В концовке шестого матча «Селтикс» могли выиграть титул. Они вели в счёте, но за 3 секунды до конца игры Абдул-Джаббар исполнил свой знаменитый «небесный крюк», и «Бакс» победили с разницей в 1 очко. «Бостон» одержал победу в седьмом матче, Дейв Коуэнс набрал 28 очков и стал лучшим игроком встречи.
В плей-офф 1976 года «Селтикс» встречались с «Финикс Санз» в финале НБА. Пятый матч из этой серии вошёл в список лучших игр за всю историю лиги. «Бостон» смог одержать победу в упорной игре с тремя овертаймами. В шестой игре серии «Селтикс» одержали победу и выиграли титул чемпионов. После этого успеха в команде началось обновление состава, на драфте 1977 года был выбран Седрик Максвелл. Он не показал зрелой игры в свой дебютный сезон, но выглядел многообещающе. После провального сезона 1977/78 годов многолетний лидер команды Джон Хавличек принял решение завершить карьеру.

### 1979—1992: «Большая тройка»
На драфте 1978 года «Бостон» имел право на два выбора из первой восьмёрки. Под общим 6-м номером был выбран лёгкий форвард Ларри Бёрд. Он должен был доучиться один сезон в университете, поэтому он пришёл в команду только через год. «Селтикс» владели правами на Бёрда во время его учёбы в университете, сейчас такое стало невозможным. По окончании своей студенческой карьеры Ларри подписал контракт с «Бостон Селтикс».
В 1979 году клуб чуть не лишился Рэда Ауэрбаха из-за его ссоры с новым владельцем команды Джоном Брауном. Он не понимал, насколько важен Ауэрбах для «Селтикс», и часто не считался с его мнением. Последней каплей, переполнившей чашу терпения Рэда, стал обмен права выбора на предстоящих драфтах на Боба Макаду. Ауэрбаху не понравился этот обмен, и он открыто заявил об этом. Существовала вероятность, что он покинет команду и станет генеральным менеджером «Нью-Йорк Никс». Известие о том, что человек, который построил команду, может перейти в стан принципиальных соперников, сплотило болельщиков «Селтикс» против Брауна. Под давлением общественности он решил продать команду. «Бостон» провалил сезон 1978/79 годов, новички команды — Крис Форд, Рик Роби и Нейт Арчибальд — не смогли поддержать победные традиции «Селтикс».
Ларри Бёрд присоединился к команде в сезоне 1979/80 годов, и «Селтикс» выступили удачнее, чем в предыдущем чемпионате — команда одержала 61 победу при 21 поражении. В плей-офф «Бостон» уступил «Филадельфии Севенти Сиксерс» во главе с Джулиусом Ирвингом. В конце сезона Ларри Бёрд получил награду новичку года в НБА. С новым владельцем команды Ауэрбах начал работать более плодотворно — он совершил ряд удачных обменов. Команду покинул недовольный Боб Макаду, взамен «Селтикс» получили игрока «Детройт Пистонс» Эм Эл Карра — специалиста по защите, а также права на два выбора на драфте 1980 года.
Ауэрбах старался, чтобы команда получала дополнительные права выбора на драфтах во время производимых им обменов, поэтому у «Селтикс» были права на 1-й и 13-й номера выбора на драфте 1980 года. Ауэрбах обменял их на Роберта Пэриша — центрового из «Голден Стэйт Уорриорз» — и право на 3-й номер выбора на драфте, под которым был выбран Кевин Макхейл. Пэриш, Бёрд и Макхейл в будущем стали известны как «Большая тройка».
Под руководством главного тренера Билла Фитча баскетболисты «Селтикс» успешно закончили сезон 1980/81 годов. В финале конференции «Бостон» второй год подряд встречался с «Филадельфией». После неудачного старта серии «Селтикс» проигрывали 1-3, команда нашла в себе силы сравнять счёт. В седьмом матче серии «Бостон» переиграл «Филадельфию» со счётом 91:90. В финале чемпионата «Селтикс» смогли одолеть «Хьюстон Рокетс», в составе которых играл Мозес Мэлоун. Максвелл получил награду самому ценному игроку финальной серии. В следующем розыгрыше плей-офф «Бостон» вновь отыгрывался со счёта 1-3 против «Севенти Сиксерс», но на этот раз уступил в седьмом матче серии. В плей-офф сезона 1982/83 годов баскетболисты «Селтикс» проиграли во всех четырёх матчах серии с «Милуоки Бакс». После этого поражения Билл Фитч ушёл в отставку.
В сезоне 1983/84 годов новым тренером «Селтикс» был назначен бывший игрок клуба Кей Си Джонс. «Бостон» закончил чемпионат с 62 победами при 20 поражениях и после трёхлетнего перерыва вышел в финал НБА. В напряжённой серии с «Лос-Анджелес Лейкерс» команда одержала победу со счётом 4-3. После окончания сезона Ауэрбах покинул пост генерального менеджера, но остался на посту президента команды. Новым генеральным менеджером стал Ян Волк, до этого он работал помощником Рэда. В межсезонье Волк обменял Хендерсона в «Сиэтл Суперсоникс» на право выбора в первом раунде драфта 1986 года.
В 1985 году «Бостон» вновь встретился с «Лейкерс» в финале, на этот раз чемпионом стала команда из Лос-Анджелеса. Это был первый раз, когда «Селтикс» проиграли «Лейкерс» в финале, и единственный, когда они проиграли решающий матч на домашнем паркете «Бостон-гардена». В межсезонье состав «Бостона» пополнил Билл Уолтон, пришедший из «Лос-Анджелес Клипперс». Он был звёздным игроком во время выступлений за «Портленд Трэйл Блэйзерс», но с самого начала карьеры его преследовали травмы, и в «Бостоне» Уолтон стал игроком, выходящим со скамейки.

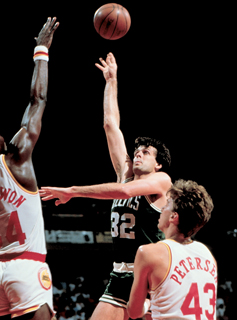
Кевин Макхейл во время матча с «Хьюстон Рокетс»

«Селтикс» образца сезона 1985/86 годов были одной из сильнейших команд в истории НБА. «Бостон» выиграл 67 игр по ходу сезона, а на домашнем паркете баскетболисты одержали 40 побед, проиграв всего один матч. Ларри Бёрд в третий раз подряд получил награду самому ценному игроку НБА, а Уолтон выиграл награду лучшему запасному игроку НБА. В финале плей-офф «Бостон» одержал победу над «Хьюстон Рокетс» и в 16-й раз стал чемпионом лиги.
Благодаря обмену Хендерсона «Бостон» имел право на 2-й номер выбора на драфте 1986 года. Руководство команды приняло решение выбрать Лена Байаса — многообещающего игрока из Мэрилэнда. Фанаты считали, что Байас станет серьёзным усилением «Селтикс» в будущем, но спустя всего 48 часов после драфта Байас погиб от передозировки кокаина.
Несмотря на смерть игрока, который мог стать лидером команды в будущем, «Селтикс» оставались грозной силой. «Бостон» завершил 1986/87 годов с показателями 59 побед при 29 поражениях и вышел в финал НБА. «Селтикс» уступили «Лейкерс» в серии из шести матчей, в следующий раз «Бостон» попадёт в финал лишь 21 год спустя.
В конце сезона команду покинул Кей Си Джонс, новым главным тренером стал его помощник Джимми Роджерс. После шести игр сезона 1988/89 годов Ларри Бёрду потребовалась операция по удалению костных тканей на обеих пятках. Бёрд не успел восстановиться к играм плей-офф, и баскетболисты «Селтикс» проиграли «Детройту» в первом раунде плей-офф.
Бёрд вернулся в сезоне 1989/90 годов и помог команде одержать 52 победы в чемпионате. «Селтикс» уверенно начали серию против «Никс», одержав две победы подряд, однако затем проиграли три матча подряд, включая решающую игру перед домашней публикой в «Бостон-гардене». Это было унизительное поражение, после которого Роджерса отправили в отставку. Новым главным тренером стал его помощник — бывший игрок «Селтикс» Крис Форд.
Под руководством Форда «Бостон» улучшил показатели прошлого сезона, доведя количество побед до 56. Бёрд пропустил 22 игры регулярного сезона из-за травм. В плей-офф игроки «Селтикс» уступили «Пистонс» в серии из шести матчей. В плей-офф 1992 года «Бостон» проиграл команде «Кливленд Кавальерс» в полуфинале конференции. Из-за проблем со спиной Бёрд появлялся на площадке всего в четырёх играх во время плей-офф. В 1992 году Ларри Бёрд объявил о завершении карьеры, он провёл 13 сезонов в составе «Селтикс», выиграв три чемпионских титула.

### 1993—1998: Трагедия
После ухода Бёрда главным тренером в команде по-прежнему оставался Крис Форд. Надежды фанатов были связаны с Реджи Льюисом, форвардом, набиравшим около 21 очка в среднем за игру. Во время матча серии плей-офф против «Шарлотт Хорнетс» он потерял сознание на площадке. Позднее выяснилось, что у Льюиса серьёзные проблемы с сердцем. Несмотря на то, что об этом было известно, Реджи умер во время тренировки от сердечного приступа. «Селтикс» отдали дань уважения Льюису, навечно закрепив за ним его 35-й номер.
Эра «Большой тройки» закончилась в 1994 году после того, как Пэриш ушёл из команды в «Хорнетс». Годом ранее Кевин Макхейл закончил свою карьеру. Команда завершила сезон с показателями 32 победы при 50 поражениях, не попав в плей-офф. Сезон 1994/95 годов стал последним чемпионатом для «Селтикс», который они проводили на паркете «Бостон-гардена». В команду пришёл ветеран Доминик Уилкинс, он стал самым результативным игроком «Бостона» в регулярном сезоне, набирая 17,8 очка в среднем за игру. Также состав клуба пополнил хорватский тяжёлый форвард Дино Раджа. «Селтикс» смогли пробиться в плей-офф, но проиграли «Орландо Мэджик» с молодым Шакилом О’Нилом на позиции центрового.
В 1995 году «Селтикс» переехали из «Бостон-гарден» на новый стадион, он назывался «Флит-центр» (ныне «ТД-гарден»). В межсезонье Крис Форд покинул пост главного тренера, его преемником стал Эм Эл Карр. Команде не удалось успешно выступить в чемпионате, и она не смогла пробиться в плей-офф. Следующий сезон закончился ещё большей неудачей, «Селтикс» смогли выиграть всего 15 игр в чемпионате, установив собственный антирекорд по количеству поражений. Карр оставил должность главного тренера и перешёл на другую работу в команде. Новым тренером и по совместительству президентом и директором по баскетбольным операциям был назначен Рик Питино. «Бостон» имел права на 3-й и 6-й номера выбора на драфте 1997 года, после которого в команду пришли Чонси Биллапс и Рон Мерсер. В сезоне 1997/98 годов баскетболисты «Селтикс» вновь не смогли попасть в плей-офф. В межсезонье клуб покинули Дино Раджа, Дэвид Уэсли и Рик Фокс. Питино обменял Уильямса в «Денвер Наггетс» на право выбора на предстоящих драфтах.

### 1998—2007: Приход Пола Пирса и Дока Риверса

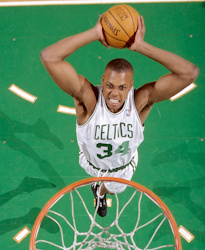
Пол Пирс был выбран под общим 10-м номером на драфте 1998 года

На драфте 1998 года «Бостон» выбрал лёгкого форварда Пола Пирса. В 2001 году Рик Питино ушёл в отставку из-за неудовлетворительных результатов команды. Новым главным тренером «Селтикс» стал Джим О'Брайен, после его назначения результаты клуба улучшились. Пол Пирс стал одним из самых перспективных игроков в НБА и составил пару форвардов в составе «Селтикс» вместе с Антуаном Уокером. В 2002 году «Бостон» вышел в плей-офф, впервые за 7 лет. В играх на вылет баскетболисты «Селтикс» сумели одолеть «Детройт» и «Филадельфию», но в финале конференции уступили «Нью-Джерси Нетс».
В 2003 году владелец «Селтикс» Пол Гастон продал команду компании Boston Basketball Partners L.L.C. В плей-офф сезона 2002/03 годов «Бостон» вновь уступил «Нетс». Новым генеральным менеджером клуба был назначен бывший игрок «Селтикс» Дэнни Эйндж. Он был убеждён, что в нынешнем составе команда достигла своего пика, и обменял Антуана Уокера в «Даллас Маверикс» на Рафа Лафренца, Криса Миллса, Иржи Велша и право на выбор в первом раунде на предстоящем драфте. Сейчас эта сделка считается самой неудачной в карьере Эйнджа.
«Селтикс» смогли выйти в плей-офф в сезоне 2003/04 годов, но были разгромлены «Индианой Пэйсерс» во всех четырёх матчах серии. Перед сезоном 2004/05 годов новым главным тренером команды был назначен Док Риверс. На драфте 2004 года были выбраны Эл Джефферсон, Тони Аллен и Делонте Уэст. «Бостон» закончил сезон с показателями 45 побед при 37 поражениях и впервые с чемпионата 1991/92 годов выиграл свой дивизион. В плей-офф «Селтикс» вновь играли с командой из Индианы. В решающей игре серии «Бостон» проиграл с разницей в 27 очков перед родной публикой.
Несмотря на лучший сезон в карьере Пола Пирса (26,8 очка в среднем за матч), «Бостон» не смог выйти в плей-офф. Маркус Бэнкс, Рики Дэвис и Марк Блаунт были обменяны на Майкла Оловоканди и Уолли Щербяка. Эйндж продолжил перестройку команды на драфте 2006 года. Он обменял права на выбор в первом раунде на драфте (Рэнди Фойе), Рафа Лафренца и Дэна Дикау в «Портленд» на Себастьяна Телфэйра, Тео Рэтлиффа и выбор во втором раунде на будущем драфте. Также руководство произвело удачный обмен, после которого в команду пришёл выбранный на драфте «Финикс Санз» Рэджон Рондо. В будущем он станет ключевым игроком «Селтикс» и одним из лучших разыгрывающих лиги.
За три дня до начала сезона 2006/07 годов из жизни ушла легенда команды — Рэд Ауэрбах, ему было 89 лет. На протяжении всего чемпионата игроки выходили с нашивкой на форме в память об Ауэрбахе. Из-за травм ведущих игроков команда закончила сезон с результатом 24 победы при 58 поражениях, а также установила личный антирекорд по количеству поражений подряд — 18. «Селтикс» имели шанс получить право на высокий номер выбора на предстоящем драфте, но на драфтовой лотерее им досталось право лишь на 5-й номер выбора.

### 2007—2012: Новая «Большая тройка»

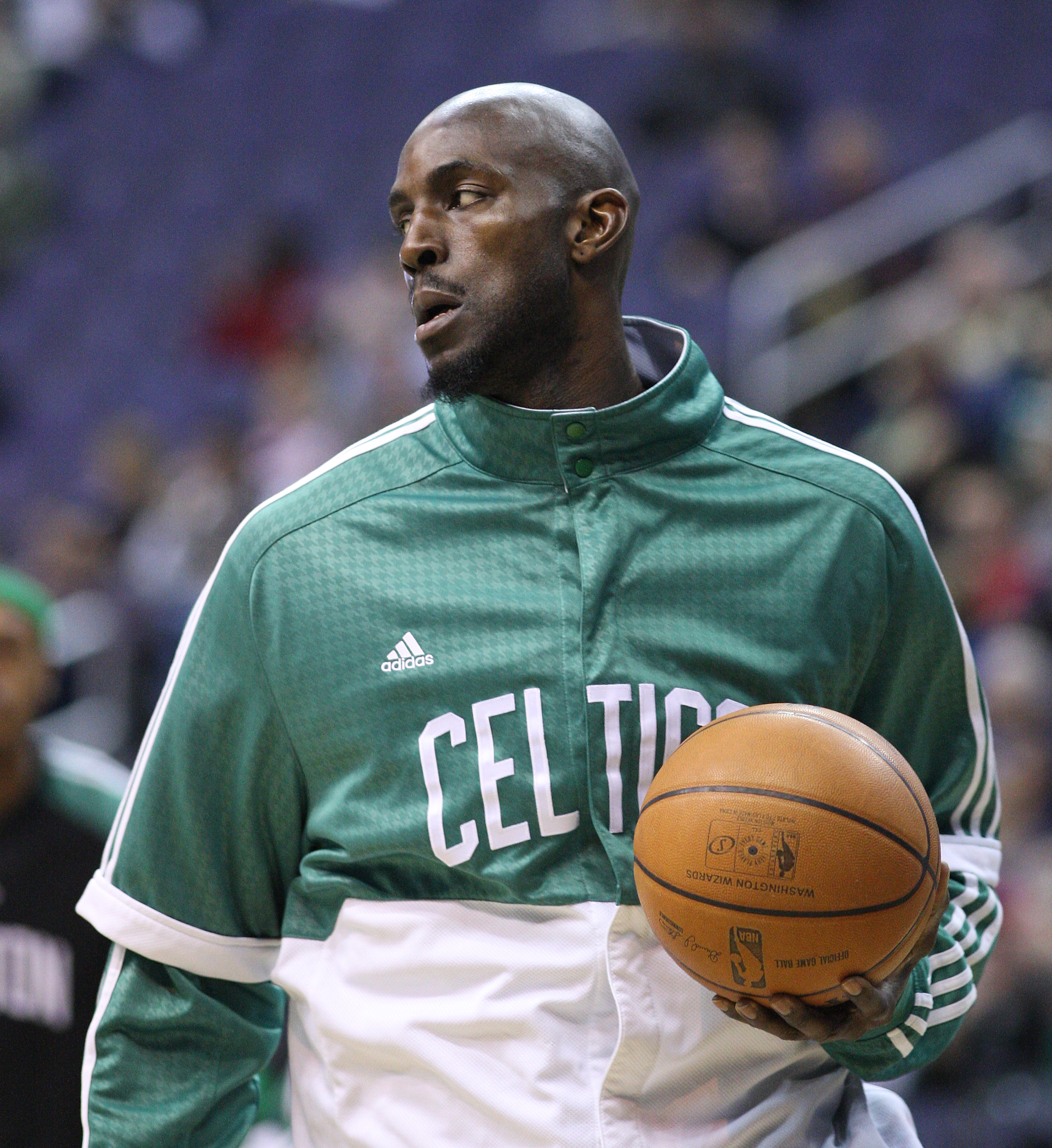
Кевин Гарнетт стал лидером «Селтикс» на площадке и за её пределами

Летом 2007 года Эйндж совершил ряд обменов, вернувших «Селтикс» на лидирующие позиции в лиге. По ходу драфта «Бостон» обменял только что выбранного Джеффа Грина, Уолли Щербяка и Делонте Уэста в «Сиэтл Суперсоникс» на Рэя Аллена и выбор во втором раунде на драфте (Глен Дэвис). Затем «Селтикс» обменяли Эла Джефферсона, Тео Рэтлиффа, Себастьяна Телфэйра, Райана Гомеса и Джеральда Грина в «Миннесоту Тимбервулвз» на Кевина Гарнетта. Благодаря этим обменам в «Селтикс» вновь появилась «Большая тройка» — Пирс, Аллен и Гарнетт.
Док Риверс сумел наладить командую игру, и «Селтикс» уверено выступили в сезоне 2007/08 годов. Баскетболисты «Бостона» закончили чемпионат с лучшими показателями в лиге — 66 побед при 16 поражениях. В первых раундах плей-офф «Селтикс» смогли победить в тяжёлых сериях против «Атланты Хокс» и «Кливленд Кавальерс». В финале конференции игроки «Бостона» выиграли у «Детройт Пистонс» в серии из шести матчей и вышли в финал, где в 11-й раз встречались с «Лейкерс». В шестом матче серии «Селтикс» разгромили «Лос-Анджелес» и в 17-й раз стал чемпионом НБА. Это была тяжёлая победа для «Бостона», клуб установил рекорд по количеству проведённых матчей в плей-офф — 26. Пол Пирс получил награду самому ценному игроку финальной серии.
«Бостон» начал сезон 2008/09 годов с лучшим результатом в истории лиги — 27 побед при 2 поражениях. Во второй половине регулярного чемпионата Кевин Гарнетт получил травму колена в игре против «Юты Джаз». Он пропустил оставшуюся часть сезона и не смог восстановиться к плей-офф. В первом раунде «Бостон» смог одолеть молодых игроков «Чикаго Буллс» в одной из самых напряжённых серий в истории НБА. В полуфинале конференции «Селтикс» уступили «Орландо Мэджик», после того как вели в серии со счётом 3-2. В этом розыгрыше плей-офф произошёл прорыв в игре у основного разыгрывающего «Бостона» Рэджона Рондо. Он набирал 16,9 очка, делал 9,8 передачи и собирал по 9,7 подбора в среднем за матч во время игр на вылет. В следующем сезоне Рондо стал одним из сильнейших разыгрывающих лиги.
Перед началом сезона 2009/10 годов в команду пришли Рашид Уоллес и Маркиз Дэниэлс. Команда уверенно начала сезон с лучшим результатом в лиге — 23 победы при 5 поражениях. Во второй половине чемпионата Док Риверс решил сократить игровое время у ветеранов команды, чтобы они сохранили силы на плей-офф. Во многом из-за этого «Селтикс» завершили сезон с результатом 50 побед при 32 поражениях. В плей-офф «Бостон» дошёл до финала, где встречался с «Лейкерс». По ходу серии баскетболисты «Селтикс» вели со счётом 3-2, но проиграли в оставшихся играх и не смогли завоевать чемпионский титул. На этот результат повлияла травма основного центрового команды Кендрика Перкинса, которую он получил в начале шестого матча серии.

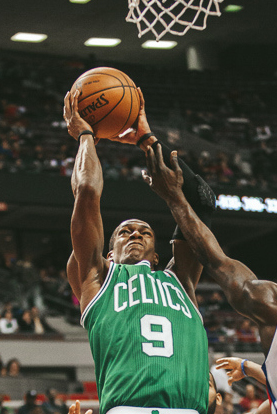
Рэджон Рондо — четырёхкратный участник матча всех звёзд НБА

Травма Перкинса оказалась серьёзной, его возвращение ожидалось только во второй половине сезона 2010/11 годов. Помня прошлогодний финал, Эйндж решил подписать контракт сразу с несколькими центровыми: Шакилом О’Нилом, Джермейном О’Нилом и Семихом Эрденом. По ходу сезона Пол Пирс преодолел рубеж в 20 000 очков за карьеру и стал третьим игроком «Бостона», сделавшим это (другие два — это Джон Хавличек и Ларри Бёрд). Рэй Аллен побил рекорд НБА Реджи Миллера по количеству точных трёхочковых бросков за карьеру. «Селтикс» одержали свою 3000-ю победу в НБА и стали второй командой, добившейся этого результата (первая — «Лос-Анджелес Лейкерс»). 17 февраля «Бостон» обменял Кендрика Перкинса и Нейта Робинсона в «Оклахома-Сити Тандер» на молодого форварда Джеффа Грина, центрового Ненада Крстича и право на выбор в первом раунде на предстоящем драфте. В первом раунде плей-офф баскетболисты «Селтикс» разгромили «Нью-Йорк Никс» в серии из четырёх матчей. В следующем раунде «Бостон» проиграл «Майами Хит» в пятиматчевой серии.
Перед началом сезона 2011/12 годов у Джеффа Грина была обнаружена аневризма аорты, после успешной операции стало ясно, что он пропустит предстоящий сезон. Из-за того, что Грин не смог пройти медосмотр, контракт с ним был расторгнут, и он стал неограниченным свободным агентом. «Селтикс» начали сезон с трёх поражений подряд, к февралю команда подошла с показателем побед-поражений 10-10. По окончании регулярного сезона баскетболисты «Бостона» имели в своём активе 39 побед при 27 поражениях. Этот результат позволил клубу в пятый раз подряд стать победителями Атлантического дивизиона и занять четвёртое место в Восточной конференции. В первом раунде плей-офф «Селтикс» встречались с «Атлантой Хокс». После поражения в первом матче серии «Бостон» смог выиграть три следующие игры. «Атланта» одержала победу в тяжело складывавшемся пятом матче серии, с разницей всего в 1 очко. На домашнем паркете «ТД-гардена» баскетболистам «Селтикс» удалось выиграть и завершить серию со счётом 4—2. В полуфинале конференции «Бостон» в 19-й раз в своей истории встречался в плей-офф с «Филадельфией Севенти Сиксерс». В напряжённой серии победа следовала за поражением, когда в решающем седьмом матче «Селтикс» сумели одолеть принципиальных соперников, Рэджон Рондо был признан главной звездой матча, он оформил свой третий трипл-дабл в текущем розыгрыше плей-офф (18 очков, 10 передач и 10 подборов). В финале конференции баскетболисты «Бостона» встречались с «Майами Хит», которые не позволили «Селтикс» выйти в финал прошлого года, остановив их в том же финале Восточной конференции. Игроки «Хит» имели преимущество домашней площадки и уверенно победили на ней в первой игре серии. Во втором матче командам пришлось выявлять лучшего в дополнительной пятиминутке, в которой более удачливыми оказались баскетболисты из Майами, игра завершилась со счётом 115—111 в их пользу. Клубы переехали в Бостон, и при поддержке родных трибун «Селтикс» выиграли в третьем матче с разницей в 10 очков. В четвёртой игре соперники вновь сыграли в овертайме, «Бостон» выиграл, и счёт в серии стал равным 2—2. Имея психологическое преимущество после победы в дополнительном периоде, «Селтикс» смогли выиграть в пятом матче, который проходил в «Американ-Эйрлайнс-арене». Леброн Джеймс показал свой лучший баскетбол в шестом матче серии, набрав 45 очков и 15 подборов, благодаря чему «Майами» легко победили со счётом 98—79. Джеймс проявил себя и в последней игре противостояния, не оставив шансов возрастным лидерам «Селтикс» пробиться в финал НБА.

### 2012—2013: Конец эры «Большой Тройки»
Главным приобретением команды на драфте перед сезоном 2012/13 стал Джаред Саллинджер. Перспективный игрок, он котировался очень высоко, но незадолго до драфта прошла информация о том, что у него имеются проблемы со спиной, и «Селтикс» удалось заполучить его, выбрав Саллинджера под 21-м номером. Один из лидеров команды Рэй Аллен отказался подписывать новый контракт с «Бостоном» и покинул клуб как свободный агент. Ему на смену был подписан снайпер Джейсон Терри. Кевин Гарнетт решил продолжить карьеру в «Селтикс», 14 июля стало известно, что он подписал новый трёхлетний контракт. Кроме того, контракты с командой подписали Дарко Миличич, Джейсон Коллинз и Леандро Барбоза. По сайн-энд-тренду между тремя клубами в команду попал Кортни Ли в то время, как Джахуан Джонсон, Итуан Мур, Шон Уильямс и будущий пик второго раунда достались «Хьюстон Рокетс», а «Портленд Трэйл Блэйзерс» получили Сашу Павловича. Сезон начался тяжело, положительного баланса побед-поражений «Бостон» добился только в феврале. К этому моменту команда осталась без Рэджона Рондо, выбывшего из строя из-за разрыва передней крестообразной связки 25 января. Ранее в сезоне Рондо провёл 37 игр подряд с 10 и более передачами, что стало вторым показателем в истории: лишь Мэджика Джонсон отличался 10 и более ассистами в 46 матчах к ряду. Позднее лазарет «Бостона» вновь пополнился: в феврале до конца сезона выбыли новичок Саллинджер (операция на спине) и подписанный в межсезонье Леандро Барбоза (разрыв связок колена). Несмотря на потерю Рондо и Саллинджера, «Бостону» удалось добиться серии из 7 побед подряд, одолев своих принципиальных соперников «Майами Хит» в двойном овертайме и «Денвер Наггетс» в матче с тремя овертаймами. Перед дедлайном «Кельты» обменяли Барбозу и Джейсона Коллинза в «Вашингтон Уизардз» на защитника Джордана Кроуфорда, а также подписали Терренса Уильямса, ДиДжей Уайта и Шавилка Рэндольфа. Сезон был завершен с 41 победой («Бостон» сыграл только 81 матч, поскольку встреча с «Индианой Пэйсерс» была отменена из-за взрывов во время Бостонского марафона). В первом раунде плей-офф бостонцы встретились с «Нью-Йорк Никс», однако пройти дальше подопечные Дока Риверса не смогли, проиграв серию со счётом 4:2.
В межсезонье произошёл ряд серьёзных изменений: рулевой «Бостона» Док Риверс покинул команду и подписал контракт с «Лос-Анджелес Клипперс», а через несколько дней Пол Пирс, Кевин Гарнетт, Джейсон Терри и ДиДжей Уайт были обменяны в «Бруклин Нетс» на Кита Боганса, Маршона Брукса, Криса Хамфриса, Криса Джозефа, Джеральда Уоллеса, три пика первого раунда (2014, 2016 и 2018) и опции обмена драфт-пиками первого раунда. Эра «Большого Трио» в Бостоне завершилась.

### 2013—2017: Эра Айзеи Томаса

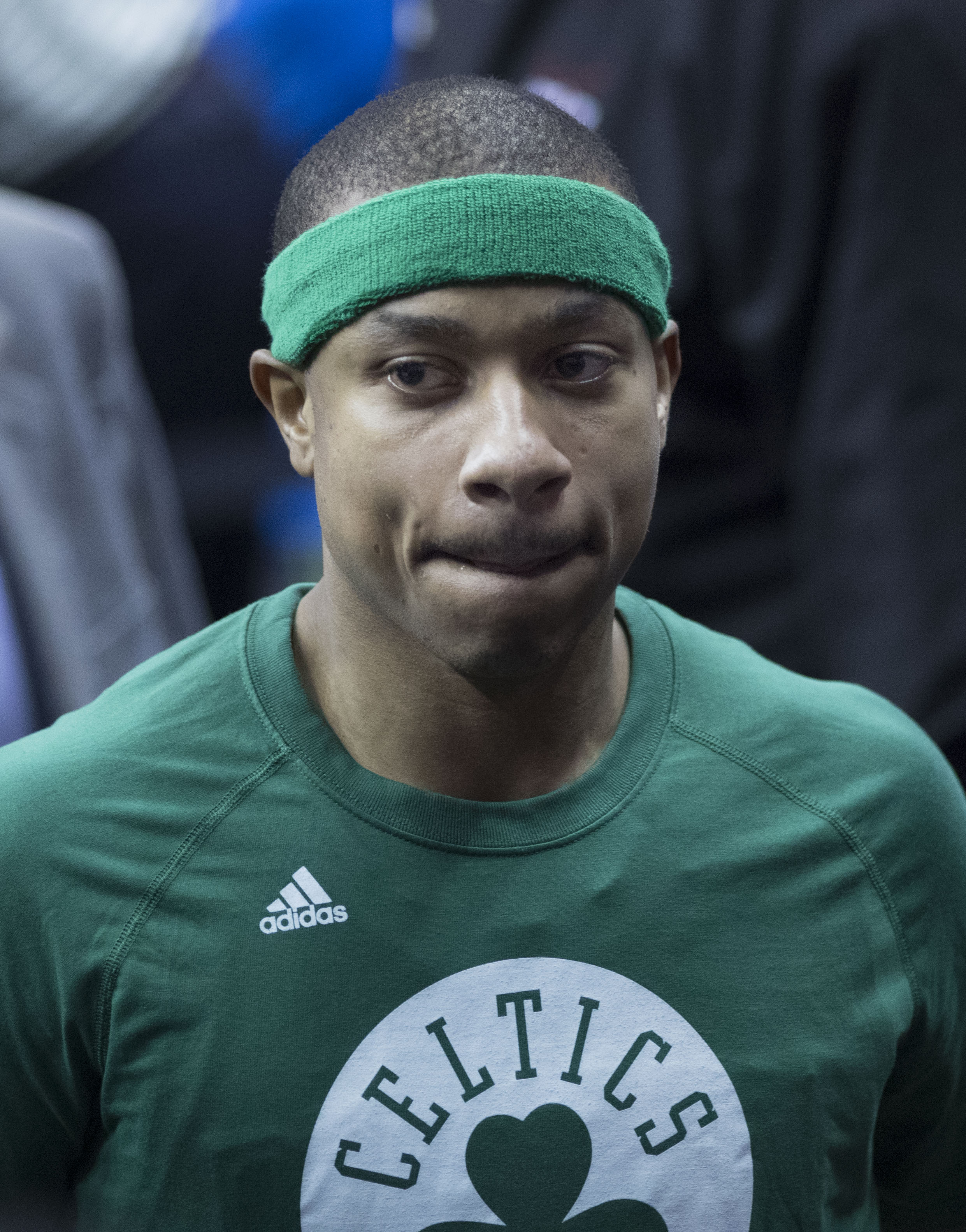
Айзея Томас несколько лет был одним из ключевых игроков команды в атаке

3 июля 2013 «Кельты» объявили, что новым тренером команды станет Брэд Стивенс, главный тренер «Батлер Бульдогс». Пропустив половину сезона из-за травмы, в январе 2014 вернулся Рэджон Рондо, который был назначен 15-м капитаном в истории команды. Клуб взял курс на омоложение состава и принял участие в трёхстороннем обмене, отправив Джордана Кроуфорда и Маршона Брукса в «Голден Стэйт Уорриорз», получив в своё расположение центрового «Хит» Джоела Энтони и 2 драфт-пика. Сезон 2013/2014 был завершён с 25 победами и 57 поражением, в результате чего «Селтикс» впервые с 2007 года не вышли в плей-офф.
На драфте 2014 года команда в первом раунде выбрала Маркуса Смарта (6-й пик) и Джеймса Янга (17-й пик). В межсезонье был подписал Эван Тёрнер. По ходу сезона руководство решилось обменять многолетнего лидера команды Рэджон Рондо и молодого центрового Дуайт Пауэлл в «Даллас Маверикс». За них клуб из Массачусетса получил центрового Брэндана Райта, форварда Джея Краудера, опытного разыгрывающего Джамира Нельсона и будущие пики. В феврале «Бостон» приобрел защитника «Финикс Санз» Айзею Томаса, чьи результативные выступления помогли «Селтикс» занять 7-ю строчку в Восточной Конференции и выйти в плей-офф. В первом раунде коллектив Брэда Стивенса встретился с «Кливленд Кавальерс» и уступил клубу из Огайо в серии со счётом 0:4.
На драфте 2015 года «Бостон» выбрал Терри Розье, Ар Джей Хантера, Джордана Мики и Маркуса Торнтона под 16, 28, 33 и 45 пиком соответственно. Летом 2015 «Селтикс» подписали Амира Джонсона и обменяли Джеральда Уоллеса и Криса Бабба в «Голден Стэйт Уорриорз» на Дэвида Ли. «Кельты» завершили сезон 2015/2016 с показателем 48—34, заняв 5-е место в Восточной Конференции. В плей-офф команда встретилась с «Атлантой Хокс». В первой игре серии «Бостон Селтикс» потеряли защитника Эйвери Брэдли, который получил травму подколенного сухожилия и досрочно завершил сезон. В итоге команда из Джорджии смогла обыграть «Бостон» в 6-матчевой серии.
На драфте 2016 года «Селтикс» выбрали Джейлена Брауна под третьим номером и ещё семерых игроков. Браун считался неуступчивым защитником с хорошим атлетизмом, а впоследствии Джейлен стал умелым атакующим игроком и одной из главных опций для нападения команды. 8 июля 2016 года «Селтикс» подписали четырехкратного участника Матча всех звезд Эла Хорфорд. «Селтикс» завершили сезон 2016/17 с результатом 53-29, заняв первое место в Восточной конференции. В первом раунде «Бостону» противостоял «Чикаго Буллз», которые выиграли два первых матча, но затем их основной разыгрывающий и бывший игрок «кельтов» Рэджон Рондо получил травму, и «Селтикс» одержали победы в четырёх встречах подряд и прошли дальше. В полуфинале конференции бостонцы превзошли «Вашингтон Уизардс» в семи играх. В финале конференции клуб уже во втором матче лишился Айзеи Томаса, повредившего бедро, и без своего лидера уступил «Кливленду» 1:4.

### C 2017: эпоха Брауна и Тейтума
На драфте 2017 года «Селтикс» делали выбор под первым номером. Предполагалось, что они возьмут защитника Маркелла Фульца, но впоследствии этот пик был продан «Филадельфии» в обмен на третий выбор на драфте 2017 года и будущие драфт-пики. «Севенти Сиксерс» выбрали на драфте Фульца, в то время как «Селтикс» приобрели в свои ряды Джейсона Тейтума. В межсезонье команда подписала участника Матча всех звёзд Гордона Хэйуорда. 22 августа 2017 года «Селтикс» обменяли Айзею Томаса, травма которого, как оказалось, была довольно серьёзной, Джея Краудера, Жижича и выбор «Бруклин Нетс» в первом раунде драфта 2018 года в «Кливленд Кавальерс» на суперзвёздного разыгрывающего Кайри Ирвинга.

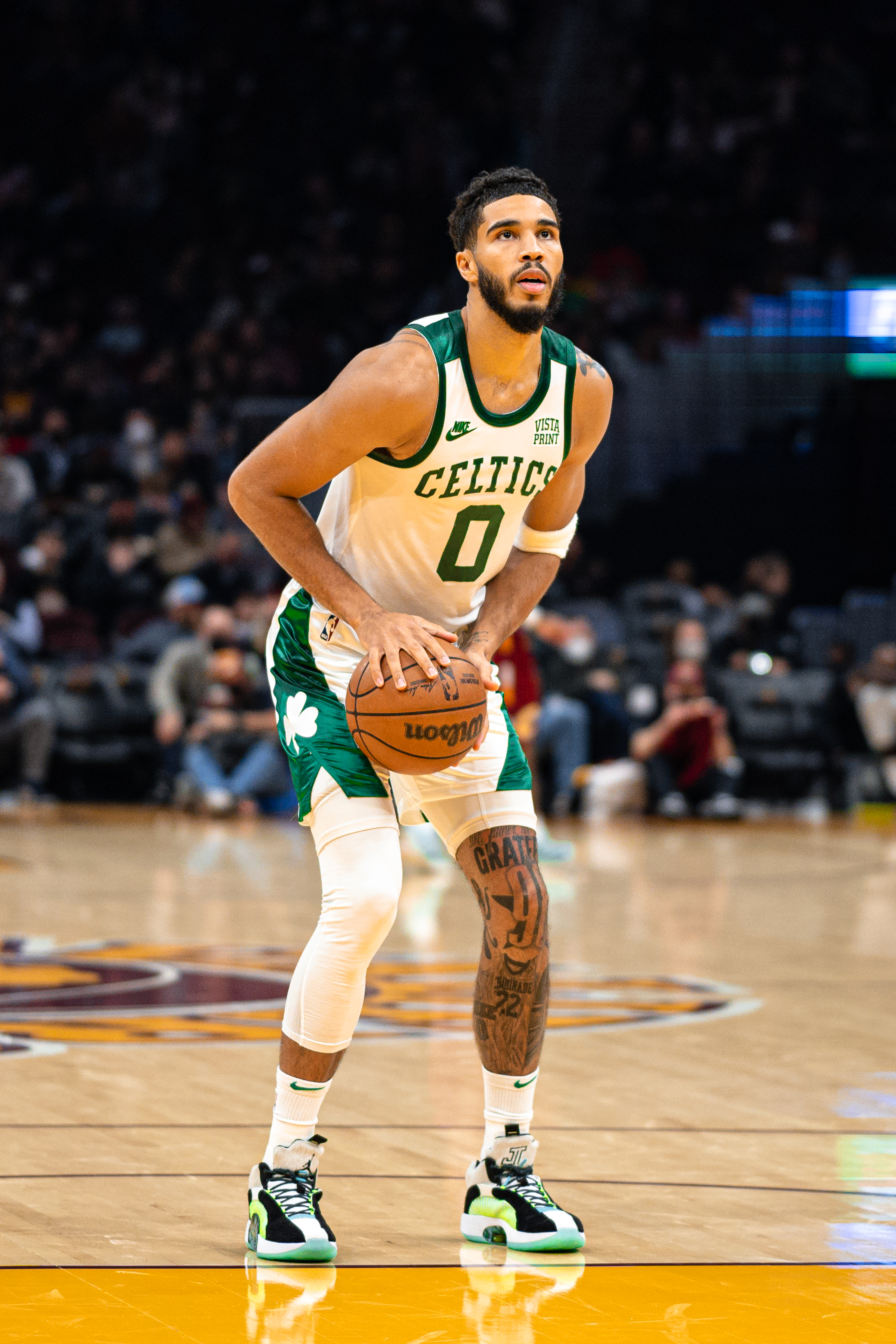
Джейсон Тейтум — один из ведущих игроков «Бостона»

Таким образом, к началу чемпионата в команде оставались только четыре игрока, выступавших за неё один сезон или более. В матче открытия против «Кавальерс» Хэйуорд сломал большеберцовую кость и получил вывих лодыжки на левой ноге, в результате чего выбл из строя до конца регулярного сезона. «Селтикс» завершили регулярный сезон с 55 победами при 27 поражениях и заняли второе место в Восточной конференции. В первом раунде плей-офф «Бостон» победил «Милуоки Бакс» в семи матчах, в полуфинале Конференции выиграл в пяти матчах у «Филадельфии», но в финале Конференции уступил «Кливленд Кавальерс» в семи играх.
«Селтикс» завершили сезон 2018/19 с результатом 49-33. Аналитики поначалу сомневались в конкурентоспособности коллектива, так как к 24 ноября «Селтикс» шли с показателем 10—10. Затем «Селтикс» выиграли следующие восемь игр. Во время победной серии из восьми матчей «Селтикс» обыграли «Кливленд Кавальерс» со счетом 128-95, «Нью-Йорк Никс» со счетом 128—100, а также «Чикаго Буллз» с преимуществом в 56 очков (133-77). Победа над «быками» стала самой крупной в истории франшизы, а также самой крупной в истории лиги победой гостевой команды. 9 февраля 2019 года «Селтикс» проиграли «Лос-Анджелес Лейкерс» со счетом 129—128; победным броском на последней секунде встречи отметился бывший игрок «Селтикс» Рэджон Рондо. «Селтикс» завершили регулярный чемпионат на четвёртом месте в Восточной конференции. В плей-офф 2019 года «Селтикс» разгромили «Индиана Пэйсерс» в первом раунде, а затем проиграли «Милуоки Бакс», ведомому самым ценным игроком сезона Яннисом Адетокунбо, в пяти матчах.
У «Бостона» было четыре пика на драфте НБА 2019 года. После серии сделок команда получила Ромео Лэнгфорда под 14-м выбором, а также Гранта Уильямса, Карсена Эдвардса и Тремонта Уотерса (новичка года в Джи-Лиге 2020 года). В межсезонье команду покинули свободные агенты Ирвинг и Хорфор, подписавшие контракты с «Бруклин Нетс» и «Филадельфией» соответственно. 30 июня 2019 года руководство «Селтикс» договорилось о четырехлетнем максимальном контракте на сумму 141 миллион долларов с разыгрывающим Кембой Уокером. 6 июля 2019 года «Селтикс» официально приобрели Уокера по схеме «сайн-энд-трейд» с «Шарлотт Хорнетс»: «Бостон» отдал защитника Терри Розье и защищенный выбор во втором раунде драфта 2020 года в «Шарлотт» в обмен на Уокера и выбор во втором раунде драфта 2020 года.
После приостановки сезона 2019/20 из-за пандемии коронавируса «Селтикс» стали одной из 22 команд, приглашенных в НБА Bubble для участия в последних 8 играх регулярного сезона. В плей-офф 2020 года «Селтикс» разгромили «Филадельфию», затем в серии из семи игр обыграли «Торонто Рэпторс», но в финале Восточной конференции уступили «Майами Хит» в шести матчах.
Сезон 2020/21 годов для «Бостона» омрачился травмами ключевых игроков — Уокера, Тэйтума и Брауна. Травма Брауна была особенно серьёзной, из-за неё он пропустил плей-офф. «Бостон» не смог выйти в плей-офф напрямую и участвовал в плей-ин, где победил «Вашингтон Уизардс». В первом раунде плей-офф «Селтикс» проиграли «Бруклин Нетс» в пяти матчах. В ходе серии один из болельщиков «Бостона» бросил в Кайри Ирвинга пластиковую бутылку с водой. Игрок в ответ заявил о том, что причиной такого поведения является «скрытый расизм», а также вспомнил о ещё нескольких неприятных ситуациях, возникавших на почве ненависти, имевшими место, когда он выступал за «Селтикс». Ирвинга поддержали многие баскетболисты, в том числе игравшие в тот момент в «Бостоне» Тристан Томпсон и Маркус Смарт.
2 июня 2021 года «Селтикс» назначили главного тренера Брэда Стивенса президентом по баскетбольным операциям после того, как занимавший этот пост Дэнни Эйндж объявил о своём уходе. 18 июня Стивенс совершил свою первую сделку на новой должности. Он обменял Кембу Уокера, 16-й пик на драфте НБА 2021 года и выбор во втором раунде драфта 2025 года на Хорфорда, Мозеса Брауна и выбор во втором раунде драфта 2023 года. 23 июня тренером команды стал Имей Удока. Приобретение Хорфорда положительно сказалось на выступлениях команды: опытный большой демонстрировал хорошую игру как в регулярном чемпионате, так и в плей-офф. В матчах на вылет «Бостон» оказался сильнее «Бруклин Нетс» с Кевином Дюрантом и Ирвингом, в полуфинале конференции выбил из борьбы «Милуоки Бакс» с Адетокунбо, а в финале конференции обыграл «Майами Хит» в семи матчах. В финале «Селтикс» уступили «Голден Стэйт Уорриорз» в шести играх, несмотря на то, что после третьего матча вели в серии со счётом 2:1.
Несмотря на это, в мире баскетбола команду считают серьёзным соперником с ярко выраженной обороной и четким, быстрым нападением. С точным и складным расположением игроков по паркету. На сезон 2022/2023 у Кельтов довольно неплохой ростер. Много игроков, которых осознанно выбирали на драфтах очень спрогрессировали.
Эл Хорфорд, которого подписали в середине сезона, оказался хорошим как и пятым номером, так и четвёртым. С чудесным броском и защитой. Именно он сыграл одну из ключевых ролей в выходе команды в финал.
Маркус Смарт из уайлд кард превратился в полноценного разыгрывающего хорошей команды НБА. Он получил награду лучшего защитника года. Смарта сейчас можно совершенно четко определить словом разыгрывающий. Он научился вести игру и именно это (плюс все другие качества) делает его контракт таким прекрасным.
Прогресс Гранта Уильямса. Грант стоял на выход год назад. Сейчас это обязательный для продления игрок Селтикс с учётом возраста Эла. Мало того, что он в числе лучших снайперов лиги. Так в плэй-офф он показал, что может успешно сочетаться во фронткорте с Робертом Уильямсом делая то, что делает Эл. А именно в силовой манере защищаться от крупных игроков типа Янниса. А также он провел хороший матч-ап против Дюрэнта.
Притчард освоил игру офф-болл и неплохо защищался против подходящих матч-апов. Говорили про то, что он и в розыгрыше прибавил ближе а концу сезона, но ни статистических подтверждений, ни эпизодов привести прямо сейчас нельзя.
22 сентября стало известно об интимных связях по обоюдному согласию главного тренера Имей Удокой с одной из сотрудниц клуба. Поскольку это противоречило этическому кодексу клуба, 23 сентября Удока был отстранен на весь сезон 22/23.
Главным тренером был назначен Джо Маззулла (бывший ассистент тренера).

## Принципиальные соперники

### «Лос-Анджелес Лейкерс»

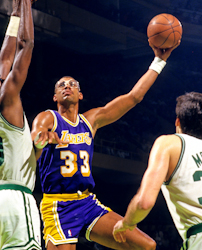
Роберт Пэриш и Кевин Макхейл защищаются против Карима Абдул-Джаббара

Игры «Бостон Селтикс» с «Лос-Анджелес Лейкерс» являются самым известным противостоянием в НБА. Эти команды 12 раз встречались в финале чемпионата, что является абсолютным рекордом лиги. Основная часть противостояния пришлась на 1960-е и 1980-е годы, в это время клубы доминировали в лиге.
В начале 1990-х годов Ларри Бёрд и Мэджик Джонсон завершили свои карьеры, и соперничество стало менее интенсивным. В 2008 году «Селтикс» и «Лейкерс» вновь встретились в финале, впервые с 1987 года. Через год в финале 2010 года они разыграли чемпионский титул в 12-й раз.
«Бостон» 18 раз становился чемпионом НБА, «Лейкерс» — 17. На двоих у них 35 победы в 78 проведённых за всю историю НБА чемпионатах.

### «Нью-Йорк Никс»
Эти команды являются единственными коллективами, которые играют в НБА с момента её основания, никогда не меняли название и не переезжали в другой город. Они 14 раз встречались в плей-офф. В последний раз клубы играли в первом раунде плей-офф 2013 года, «Нью-Йорк» победил в шестиматчевой серии.

### «Филадельфия Севенти Сиксерс»
Противостояние «Селтикс» и «Сиксерс» (до 1964 года команда называлась «Сиракьюз Нэшеналз») ведёт свой отсчёт с 1950-х годов, когда клубы впервые сошлись в борьбе за первенство в Восточной конференции. Клубы 19 раз встречались в плей-офф, что является рекордом НБА («Селтикс» побеждали 12 раз). Наибольшего накала соперничество достигло в 1960-е годы — во времена Уилта Чемберлена и Билла Расселла — и позднее в 80-е, когда играли Джулиус Ирвинг и Ларри Бёрд.

### «Детройт Пистонс»
Соперничество «Пистонс» и «Селтикс» достигло своего пика в середине 1980-х годов. В то время в команде из Детройта играли звёздные игроки защитного плана: Айзея Томас, Джо Думарс, Билл Лэймбир и Деннис Родман. За «Селтикс» выступала знаменитая «Большая тройка». Команды 5 раз за 7 сезонов встречались в плей-офф. «Бостон» победил в 1985 и 1987 годах, затем два розыгрыша плей-офф подряд верх брали баскетболисты «Пистонс» — в 1988 и 1989 годах. В 1991 году «Селтикс» проиграли «Детройту» в полуфинале конференции. Спустя 10 лет клубы встретились в финале конференции, на этот раз победу праздновали баскетболисты «Бостона». Последний раз «Селтикс» и «Пистонс» играли в финале конференции 2008 года, «Бостон» победил в серии из шести матчей.

### Остальные
- «Атланта Хокс» — противостояние команд началось в 1950-х годах, когда «Хокс» выступали в Сент-Луисе (позднее команда переехала в Атланту), и возобновилось в 1980-х, во время выступлений Доминика Уилкинса[164].
- «Индиана Пэйсерс» и «Селтикс» встречались в плей-офф в 1991, 1992, 2003, 2004 и 2005 годах[161].
- «Милуоки Бакс» — противостояние зародилось в середине 1970-х годов и продолжилось в 80-х[161].

## Домашние арены

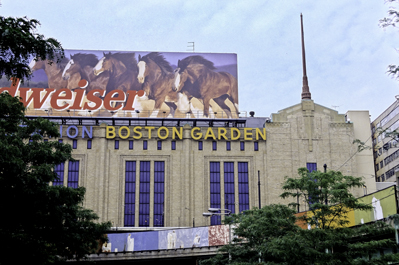
«Бостон-гарден» — домашняя арена «Селтикс» с 1946 по 1995 годы

- «Бостон-арена»[англ.] (в 1946 году). В «Бостон-арене» состоялся первый домашний матч в истории «Селтикс». Этот стадион никогда не был основной домашней площадкой и использовался как запасной[165].
- «Бостон-гарден» (в 1946—1995 годы). Был построен в 1928 году. Здание было спроектировано известным промоутером и организатором спортивных мероприятий Тексом Рикардом[англ.]. На этой площадке «Бостон» 16 раз выигрывал чемпионский титул. В последние годы стадиона его вместимость составляла 14 890 зрителей. 14 мая 1995 года состоялся последний официальный матч в истории арены (встречались хоккейные клубы «Бостон Брюинз» и «Нью-Джерси Девилз»). В 1997 году здание было снесено. Легендарный паркет был практически полностью продан, лишь небольшая часть была направлена в Зал славы баскетбола в Спрингфилде[166].
- «Хартфорд Цивик-центр» (в 1975—1995 годы). Иногда использовался в качестве домашней арены[167].

### «ТД-гарден»

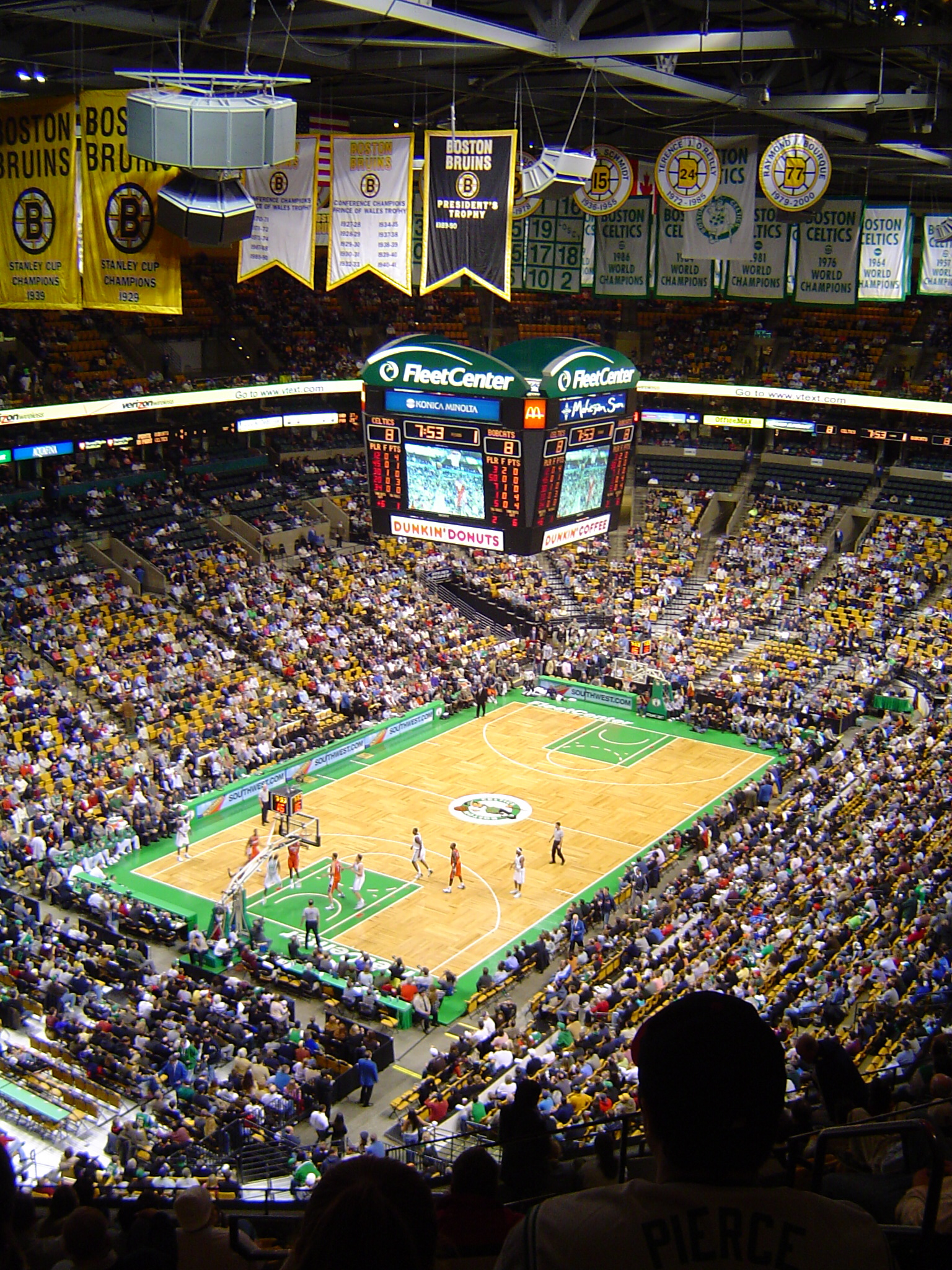
Внутренний вид «Флит-центра» в 2004 году

Со временем «Бостон-гарден» перестал удовлетворять современным требованиям, и в городе был построен «Флит-центр». Изначально он должен был называться «Шомут-центр», но перед открытием права на титульное имя были выкуплены компанией FleetBoston Financial. Планы по поводу строительства нового стадиона появились в начале 1990-х годов, после настояний руководства хоккейного клуба «Бостон Брюинз», которых всё больше не устраивал старый «Бостон-гарден». Новая арена должна была располагаться немного севернее «Бостон-гардена», в итоге расстояние между двумя зданиями составило всего 23 см. Общая площадь всего сооружения — 13 000 м². Стоимость всех работ составила 160 млн долларов. 29 апреля 1993 года началось строительство, спустя 27 месяцев все работы были окончены, по современным стандартам стадион был построен в короткие сроки (при том, что строительство приостанавливалось на 7 недель из-за сильных снегопадов).
30 сентября 1995 года состоялось официальное открытие «Флит-центра». 3 марта 2005 года TD Banknorth выкупил права на название стадиона за 6 млн долларов. 1 июля было объявлено новое официальное название стадиона — «ТД Банкнорт-гарден» — в честь легендарного «Бостон-гардена». В начале 2005 года владельцы арены искали долгосрочного арендатора титульного названия, в это время проводилась акция, в ходе которой любой человек мог купить, через интернет-аукцион eBay, право назвать арену по своему усмотрению сроком на 1 день. В этот период стадион менял название около 30 раз, вырученные средства (около 150 тыс. долларов) были пожертвованы на благотворительность. Только два названия в ходе аукциона были забракованы администрацией стадиона: Керри Конрад — адвокат из Нью-Йорка — выиграл аукцион и предложил название «Дерек Джитер-центр» (Дерек Джитер — легенда «Нью-Йорк Янкис»), которое было отвергнуто; ещё одно название не приняли из-за его непристойности. Эта акция совпала с играми плей-офф 2002 года, поэтому в этом году в играх на вылет «Селтикс» пришлось играть на арене под названием «Джунгли» (англ. The Jungle). В апреле 2008 года стадион поменял название на «ТД-гарден».

## Атрибутика клуба

### Название
В 1946 году было официально выбрано название команды. Первый владелец клуба Уолтер Браун выбирал между вариантами: «Юникорнс», «Уирлуиндс», «Олимпианс» и «Селтикс». С 1914 по 1939 год в Нью-Йорке уже существовала команда «Селтикс», чтобы перенять хорошие традиции, Браун решил назвать свой клуб так же. Помимо этого, в Бостоне существует большая ирландская диаспора, представителям которой бы понравилось название «Селтикс», что переводится с английского языка как «кельты».

### Эмблема
Первая эмблема «Бостон Селтикс» выглядела как зелёный круг, в центре которого был изображён трилистник с надписью «Celtics». Это была официальная эмблема команды на протяжении трёх первых сезонов. Перед чемпионатом 1950/51 годов новой эмблемой клуба стал смеющийся лепрекон с тростью в руке. Этот логотип был основным в 1950—1968 годах, он подвергался незначительным изменениям. В сезоне 1968/69 годов у «Бостона» появилась новая эмблема, теперь лепрекон стоял на фоне баскетбольного мяча и крутил на пальце мяч меньшего размера. Перед сезоном 1978/79 годов логотип усовершенствовали, и он приобрёл вид наиболее узнаваемой ныне эмблемы «Селтикс». В рисунке использовалось два цвета: зелёный и белый. Этот логотип стал основным для «Селтикс» в один из самых успешных периодов в истории команды. В 1996 году, когда праздновалось пятидесятилетие клуба, к эмблеме были добавлены золотой, чёрный и коричневый цвета — эта эмблема используется в нынешнее время. Рисунок лепрекона, вертящего баскетбольный мяч на пальце, разработал художник Занг Ауэрбах — родной брат тренера «Селтикс» Рэда Ауэрбаха.
У «Селтикс» есть несколько альтернативных эмблем. Некоторые из них — это видоизменённые эмблемы, использовавшиеся командой в прошлом. Одна из самых известных — это зелёный трилистник и слово «Celtics» на белом фоне.
|                                              |                                                                                    |
| Основная эмблема команды с 1960 по 1968 годы | Основная эмблема с 1978 по 1995 годы Альтернативная эмблема с сезона 2011/12 годов |

### Форма
С момента основания в 1946 году баскетболисты «Селтикс» выходили на домашние игры в белой форме, а на выездные — в зелёной. За всю историю команды форма претерпела небольшие изменения, в основном в эру Билла Расселла. Начиная с сезона 2005/06 годов «Бостон» впервые начал использовать альтернативную экипировку для выездных матчей. Цвет формы остался зелёным, но буквы с цифрами были выполнены в чёрном цвете вместо белого. Поначалу игроки редко выходили на площадку в этой форме, но начиная с сезона 2007/08 годов «Селтикс» использовали эти цвета примерно в половине выездных игр. В сезоне 2005/06 годов началась традиция играть в зелёной форме с золотой окантовкой в играх, которые проходят в период празднования Дня святого Патрика. На первый матч сезона 2008/09 годов баскетболисты «Селтикс» вышли в зелёной форме с золотыми буквами и цифрами в честь победы в предыдущем чемпионате. Впоследствии она стала использоваться в качестве альтернативной выездной формы. У «Селтикс» имеется традиция выходить на матчи в кроссовках чёрного цвета. По легенде, это внедрил Рэд Ауэрбах, которому не нравилось, что белые кроссовки легко пачкаются и выглядят некрасиво. Перед сезоном 2003/04 годов Пол Пирс предложил играть в белой обуви, потому что многие команды так же, как и «Бостон», стали выходить на матчи в кроссовках чёрного цвета. Рэд Ауэрбах согласился с Пирсом, и с тех пор баскетболисты «Селтикс» играют в белых кроссовках в домашних матчах и в чёрных в играх на выезде.

### Талисман команды
Лепрекон Лаки (англ. Lucky the Leprechaun) — официальный талисман «Селтикс». Олицетворяет молодого лепрекона с энергией 10-летнего мальчика. Лаки был талисманом команды более 50 лет. Начиная с сезона 2003/04 годов он веселит публику без маски. Лаки выполняет акробатические трюки, броски сверху и ведёт различные развлекательные конкурсы.

## Финансовое состояние и спонсоры
По данным журнала «Форбс», стоимость команды в начале сезона 2011/12 годов составляла 482 млн долларов, что являлось пятым результатом в НБА, после «Лейкерс» (900 млн), «Никс» (780 млн), «Буллз» (600 млн) и «Маверикс» (497 млн). Прирост стоимости по сравнению с прошлым годом составил 7,7 млн долларов.
Летом 2012 года «Бостон Селтикс» продлили соглашение на право показа игр команды с Comcast SportsNet New England. Новый договор подписан на 20 лет и будет действовать до 2038 года. По старому договору «Селтикс» получали около 20 млн долларов за сезон, что гораздо меньше, чем, к примеру, получает такая команда, как «Лос-Анджелес Лейкерс». Новая сделка удвоила доходы клуба от местных СМИ. Игры «Бостона», транслируемые по кабельному каналу CSN, собирают около 116 000 семей у своих телевизоров, что является четвёртым показателем в лиге, после «Лейкерс» (271 000), «Буллз» (157 000) и «Никс» (138 000).
Основными спонсорами команды являются компании: Ford, Comcast, Southwest Airlines, TD Banknorth, T-Mobile и Ticketmaster.

## Фарм-клубы
Джи-Лига НБА (до 2017 года — Лига развития НБА) — официальная младшая лига НБА, состоящая из фарм-клубов, привязанных к клубам главной лиги. За время существования «Селтикс» у них было 4 фарм-клуба из Джи-Лиги:
- «Флорида Флейм» (2005—2006 годы)[180]
- «Остин Торос» (2006—2007 годы)[181]
- «Юта Флэш» (2007—2009 годы)[182][183]
- «Мэн Селтикс» (с 2009 года)[184]

## Игроки

### Индивидуальные награды и достижения игроков
| MVP - Боб Коузи — 1957 - Билл Расселл — 1958, 1961, 1962, 1963, 1965 - Дейв Коуэнс — 1973 - Ларри Бёрд — 1984, 1985, 1986 MVP финала - Джон Хавличек — 1974 - Джо Джо Уайт — 1976 - Седрик Максвелл — 1981 - Ларри Бёрд — 1984, 1986 - Пол Пирс — 2008 - Джейлен Браун — 2024 Лучший оборонительный игрок НБА - Кевин Гарнетт — 2008 - Маркус Смарт — 2022 Новичок года НБА - Том Хейнсон — 1957 - Дейв Коуэнс — 1971 - Ларри Бёрд — 1980 Лучший шестой игрок НБА - Кевин Макхейл — 1984, 1985 - Билл Уолтон — 1986 - Пэйтон Притчард — 2025 Тренер года НБА - Рэд Ауэрбах — 1965 - Том Хейнсон — 1973 - Билл Фитч — 1980 Менеджер года НБА - Рэд Ауэрбах — 1980 - Дэнни Эйндж — 2008 | Сборная всех звёзд НБА - Эд Садовски — 1948 - Эд Маколи — 1951, 1952, 1953 - Боб Коузи — 1952, 1953, 1954, 1955, 1956, 1957, 1958, 1959, 1960, 1961 - Билл Шерман — 1956, 1957, 1958, 1959 - Билл Расселл — 1959, 1963, 1965 - Джон Хавличек — 1971, 1972, 1973, 1974 - Ларри Бёрд — 1980, 1981, 1982, 1983, 1984, 1985, 1986, 1987, 1988 - Кевин Макхейл — 1987 - Кевин Гарнетт — 2008 - Джейсон Тейтум — 2022 Вторая команда сборной всех звёзд НБА - Билл Шерман — 1953, 1955, 1960 - Эд Маколи — 1954 - Билл Расселл — 1958, 1960, 1961, 1962, 1964, 1966, 1967, 1968 - Том Хейнсон — 1961, 1962, 1963, 1964 - Боб Коузи — 1962, 1963 - Джон Хавличек — 1964, 1966, 1968, 1969, 1970, 1975, 1976 - Сэм Джонс — 1965, 1966, 1967 - Дейв Коуэнс — 1973, 1975, 1976 - Джо Джо Уайт — 1975, 1977 - Нейт Арчибальд — 1981 - Роберт Пэриш — 1982 - Ларри Бёрд — 1990 - Пол Пирс — 2009 - Айзея Томас — 2017 - Кайри Ирвинг — 2019 Третья команда сборной всех звёзд НБА - Роберт Пэриш — 1989 - Пол Пирс — 2002, 2003, 2008 - Рэджон Рондо — 2012 - Джейсон Тейтум — 2020 | Сборная новичков НБА - Джон Хавличек — 1963 - Джо Джо Уайт — 1970 - Дейв Коуэнс — 1971 - Ларри Бёрд — 1980 - Кевин Макхейл — 1981 - Ди Браун — 1991 - Антуан Уокер — 1997 - Рон Мерсер — 1998 - Пол Пирс — 1999 - Джейсон Тейтум — 2018 Вторая команда сборной новичков НБА - Брайан Шоу — 1989 - Рик Фокс — 1992 - Дино Раджа — 1994 - Эрик Монтросс — 1995 - Джей Ар Бремер — 2003 - Эл Джефферсон — 2005 - Райан Гомес — 2006 - Рэджон Рондо — 2007 - Маркус Смарт — 2015 - Джейлен Браун — 2017 Сборная всех звёзд защиты НБА - Билл Расселл — 1969 - Джон Хавличек — 1972, 1973, 1974, 1975, 1976 - Пол Сайлас — 1975, 1976 - Дейв Коуэнс — 1976 - Кевин Макхейл — 1986, 1987, 1988 - Деннис Джонсон — 1987 - Кевин Гарнетт — 2008, 2009, 2011 - Рэджон Рондо — 2010, 2011 - Эйвери Брэдли — 2016 - Маркус Смарт — 2019, 2020, 2022 Вторая команда сборной защиты НБА - Сатч Сандерс — 1969 - Джон Хавличек — 1969, 1970, 1971 - Дон Чейни — 1972, 1973, 1974, 1975 - Дейв Коуэнс — 1975, 1980 - Ларри Бёрд — 1982, 1983, 1984 - Кевин Макхейл — 1983, 1989, 1990 - Деннис Джонсон — 1984, 1985, 1986 - Кевин Гарнетт — 2012 - Рэджон Рондо — 2009, 2012 - Эйвери Брэдли — 2013 - Эл Хорфорд — 2018 - Роберт Уильямс — 2022 |

### Навечно закреплённые номера
За историю «Селтикс» были закреплены 23 номера, что является рекордом среди всех профессиональных команд США.
↑ Лоскутофф, носивший 18-й номер, решил разрешить будущим игрокам «Селтикс» выходить на площадку под его номером. Поэтому на одном из баннеров, вывешенных под сводами «ТД-гарден», написано «LOSCY», в честь Лоскутоффа. Впоследствии номер 18 был навечно закреплён за Дейвом Коуэнсом.

## Текущий состав
| \| Поз. \| № \| Гражд. \| Имя \| Рост \| Вес \| Откуда \| \| ---- \| -- \| -------------------------- \| ------------------ \| ------ \| ------ \| ---------------- \| \| Ф \| 0 \| ! \| Джейсон Тейтум \| 203 см \| 95 кг \| Дьюк \| \| З \| 4 \| ! \| Джру Холидей \| 193 см \| 93 кг \| УКЛА \| \| З/Ф \| 7 \| ! \| Джейлен Браун \| 198 см \| 101 кг \| Калифорния \| \| Ф/Ц \| 8 \| Латвия ! \| Кристапс Порзингис \| 218 см \| 109 кг \| Латвия \| \| З \| 9 \| ! \| Деррик Уайт \| 193 см \| 86 кг \| Колорадо \| \| З \| 11 \| ! \| Пэйтон Притчард \| 185 см \| 88 кг \| Орегон \| \| Ф \| 12 \| ! \| Торри Крейг \| 196 см \| 100 кг \| ЮСК Апстейт \| \| Ф \| 13 \| ! \| Дрю Питерсон \| 206 см \| 93 кг \| УСК \| \| З \| 20 \| ! \| Джей Ди Дэвисон \| 185 см \| 88 кг \| Алабама \| \| Ф/Ц \| 26 \| ! \| Ксавьер Тиллман \| 201 см \| 111 кг \| Мичиган Стэйт \| \| З/Ф \| 27 \| ! \| Джордан Уолш \| 198 см \| 93 кг \| Арканзас \| \| Ф \| 30 \| ! \| Сэм Хаузер \| 203 см \| 99 кг \| Виргиния \| \| Ц \| 40 \| ! \| Люк Корнет \| 218 см \| 113 кг \| Вандербильт \| \| Ф/Ц \| 42 \| Доминиканская Республика ! \| Эл Хорфорд \| 206 см \| 109 кг \| Флорида \| \| Ф \| 44 \| ! \| Майлз Норрис \| 201 см \| 100 кг \| УК Санта-Барбара \| \| З/Ф \| 55 \| ! \| Бэйлор Шайерман \| 198 см \| 93 кг \| Крейтон \| \| Ц \| 88 \| Португалия ! \| Немиас Кета \| 213 см \| 112 кг \| Юта \| | Главный тренер - Джо Маззулла Ассистенты тренера - Сэм Касселл - Энтони Доббинс - Амил Джефферсон - Крэйг Люченат - ДиДжей Макли - Росс Макмейнс - Мэтт Рейнольдс Состав • Переходы Последнее изменение: 4 марта 2025 года |                            |                    |        |        |                  |
| Поз. | № | Гражд.                     | Имя                | Рост   | Вес    | Откуда           |
| Ф | 0 | !                          | Джейсон Тейтум     | 203 см | 95 кг  | Дьюк             |
| З | 4 | !                          | Джру Холидей       | 193 см | 93 кг  | УКЛА             |
| З/Ф | 7 | !                          | Джейлен Браун      | 198 см | 101 кг | Калифорния       |
| Ф/Ц | 8 | Латвия !                   | Кристапс Порзингис | 218 см | 109 кг | Латвия           |
| З | 9 | !                          | Деррик Уайт        | 193 см | 86 кг  | Колорадо         |
| З | 11 | !                          | Пэйтон Притчард    | 185 см | 88 кг  | Орегон           |
| Ф | 12 | !                          | Торри Крейг        | 196 см | 100 кг | ЮСК Апстейт      |
| Ф | 13 | !                          | Дрю Питерсон       | 206 см | 93 кг  | УСК              |
| З | 20 | !                          | Джей Ди Дэвисон    | 185 см | 88 кг  | Алабама          |
| Ф/Ц | 26 | !                          | Ксавьер Тиллман    | 201 см | 111 кг | Мичиган Стэйт    |
| З/Ф | 27 | !                          | Джордан Уолш       | 198 см | 93 кг  | Арканзас         |
| Ф | 30 | !                          | Сэм Хаузер         | 203 см | 99 кг  | Виргиния         |
| Ц | 40 | !                          | Люк Корнет         | 218 см | 113 кг | Вандербильт      |
| Ф/Ц | 42 | Доминиканская Республика ! | Эл Хорфорд         | 206 см | 109 кг | Флорида          |
| Ф | 44 | !                          | Майлз Норрис       | 201 см | 100 кг | УК Санта-Барбара |
| З/Ф | 55 | !                          | Бэйлор Шайерман    | 198 см | 93 кг  | Крейтон          |
| Ц | 88 | Португалия !               | Немиас Кета        | 213 см | 112 кг | Юта              |

## Статистика
| Чемпионы НБА | Чемпионы конференции | Чемпионы дивизиона | Попадание в плей-офф |

| Конф = Конференция | Конф № = место в конференция | Див = Дивизион | Див № = место в дивизионе | В = Выиграли | П = Проиграли | П% = Процент выигранных матчей | # = Ссылки |

| Статистика |           |        |               |       |    |    |      | |                |         |
| Сезон      | Конф      | Конф № | Див           | Див № | В  | П  | П%   | Плей-офф | Главный тренер | #       |
| 2013/14    | Восточная | 12     | Атлантический | 4     | 25 | 57 | .305 | | Брэд Стивенс   | [ 198 ] |
| 2014/15    | Восточная | 7      | Атлантический | 2     | 40 | 42 | .488 | Проиграли в первом раунде (Кливленд Кавальерс, 0-4) | Брэд Стивенс   | [ 199 ] |
| 2015/16    | Восточная | 5      | Атлантический | 2     | 48 | 34 | .585 | Проиграли в первом раунде (Атланта Хоукс, 2-4) | Брэд Стивенс   | [ 200 ] |
| 2016/17    | Восточная | 1      | Атлантический | 1     | 53 | 29 | .646 | Выиграли в первом раунде (Чикаго Буллз, 4-2) Выиграли в полуфинале конференции (Вашингтон Уизардс, 4-3) Проиграли в финале конференции (Кливленд Кавальерс, 1-4)                                      | Брэд Стивенс   | [ 201 ] |
| 2017/18    | Восточная | 2      | Атлантический | 2     | 55 | 27 | .671 | Выиграли в первом раунде (Милуоки Бакс, 4-3) Выиграли в полуфинале конференции (Филадельфия Севенти Сиксерс, 4-1) Проиграли в финале конференции (Кливленд Кавальерс, 3-4)                            | Брэд Стивенс   | [ 202 ] |
| 2018/19    | Восточная | 4      | Атлантический | 3     | 49 | 33 | .646 | Выиграли в первом раунде (Индиана Пэйсерс, 4-0) Проиграли в полуфинале конференции (Милуоки Бакс, 1-4)                                                                                                | Брэд Стивенс   | [ 203 ] |
| 2019/20    | Восточная | 3      | Атлантический | 2     | 48 | 24 | .667 | Выиграли в первом раунде (Филадельфия Севенти Сиксерс, 4-0) Выиграли в полуфинале конференции (Торонто Рэпторс, 4-3) Проиграли в финале конференции (Майами Хит, 2-4)                                 | Брэд Стивенс   | [ 204 ] |
| 2020/21    | Восточная | 7      | Атлантический | 4     | 36 | 36 | .500 | Проиграли в первом раунде (Бруклин Нетс, 1-4) | Брэд Стивенс   | [ 205 ] |
| 2021/22    | Восточная | 2      | Атлантический | 1     | 51 | 31 | .622 | Выиграли в первом раунде (Бруклин Нетс, 4-0) Выиграли в полуфинале конференции (Милуоки Бакс, 4-3) Выиграли в финале конференции (Майами Хит, 4-3) Проиграли в финале НБА (Голден Стэйт Уорриорз 4-2) | Имей Удока     | [ 206 ] |

1. ↑  Сезон состоял из 72 встреч из-за пандемии коронавирусной инфекции в США.
2. ↑  Сезон состоял из 72 встреч из-за пандемии коронавирусной инфекции в США.

## Комментарии
1. ↑  В сделке с «Бруклином» в 2017 году у «Бостона» была опция обмена драфт-пиками первого раунда. У «Нетс» был худший результат в сезоне 2016/2017, что давало «Селтикс» самые высокие шансы выиграть в лотерею.